# 长角骤尖楼梯草
长角骤尖楼梯草（学名：Elatostema cuspidatum var. dolichoceras）为荨麻科楼梯草属下的一个变种。

## 扩展阅读
- 維基物種上的相關：长角骤尖楼梯草